# Igor Pavlov (programator)
Igor Pavlov este un programator rus și este creatorul arhivatorului 7-Zip. Este totodată creatorul arhivei 7z
și a altor programe experimentale precum 7-max, 7-benchmark, UFA, 777 și BIX.